# Total (echipă de fotbal)
Total este o echipă de fotbal din Djibouti.